# 井上弦太郎
井上 弦太郎（いのうえ げんたろう、1937年11月9日 - ）は、日本の男性声優。同人舎プロダクションに所属していた。

## 出演作品

### テレビアニメ
1968年
- 怪物くん
- 巨人の星（1968年 - 1971年）

1969年
- アタックNo.1（東田監督）
- ウメ星デンカ
- 海底少年マリン（スパイB）
- 佐武と市捕物控

1970年
- あしたのジョー（1970年 - 1971年）
- 巨人の星（村山実）

1971年
- さすらいの太陽
- 珍豪ムチャ兵衛
- 天才バカボン（1971年 - 1972年）
- アンデルセン物語（となりの国の王子）
- 国松さまのお通りだい（吉村、五郎、生徒）

1972年
- 赤胴鈴之助
- 海のトリトン（ケンタ）
- ハゼドン

1973年
- 荒野の少年イサム
- ジャングル黒べえ（風船売り）

### 劇場アニメ
1969年
- 巨人の星 劇場版
- 巨人の星 行け行け飛雄馬

1970年
- 巨人の星 大リーグボール
- 巨人の星 宿命の対決

1971年
- ヤスジのポルノラマ やっちまえ!!

### 吹き替え
- 宇宙大作戦（パヴェル・チェコフ）
- トブルク戦線（ブルックナー）
- 絞殺魔
- 奥さまは魔女（フランク・スティーブンス〈3代目〉）

### 特撮
1966年
- マグマ大使 （スペクター3号の声）